# Ágnes Esterházy
Ágnes Esterházy (Cluj-Napoca, 21 de janeiro de 1898 – Budapeste, 4 de novembro de 1956) foi uma atriz húngara, que trabalhou principalmente em filmes mudos na Áustria. Ela atuou em 30 filmes entre 1923 e 1943.

## Filmografia selecionada
- Young Medardus (1923)
- The Flight in the Night (1926)
- The Student of Prague (1926)
- Two and a Lady (1926)
- Chance the Idol (1927)
- The Transformation of Dr. Bessel (1927)
- His Majesty's Lieutenant (1929)